# پاینده (رزن)
پاینده، روستایی از توابع بخش سردرود شهرستان رزن در استان همدان ایران است. این روستا زادگاه آیت الله حسین نوری همدانی از مراجع تقلید شیعیان است.
سنگ قبرهای قدیمی در دو گورستان قدیمی در غرب و شرق روستا، حکایت از آن دارد که این روستا دست کم از چهارصد سال پیش مسکونی بوده‌است.

## جمعیت
این روستا در دهستان سردرودسفلی قرار دارد و براساس سرشماری مرکز آمار ایران در سال ۱۳۹۵، جمعیت آن۳۲۰ نفر (۱۱۱خانوار) بوده‌است.

## منابع

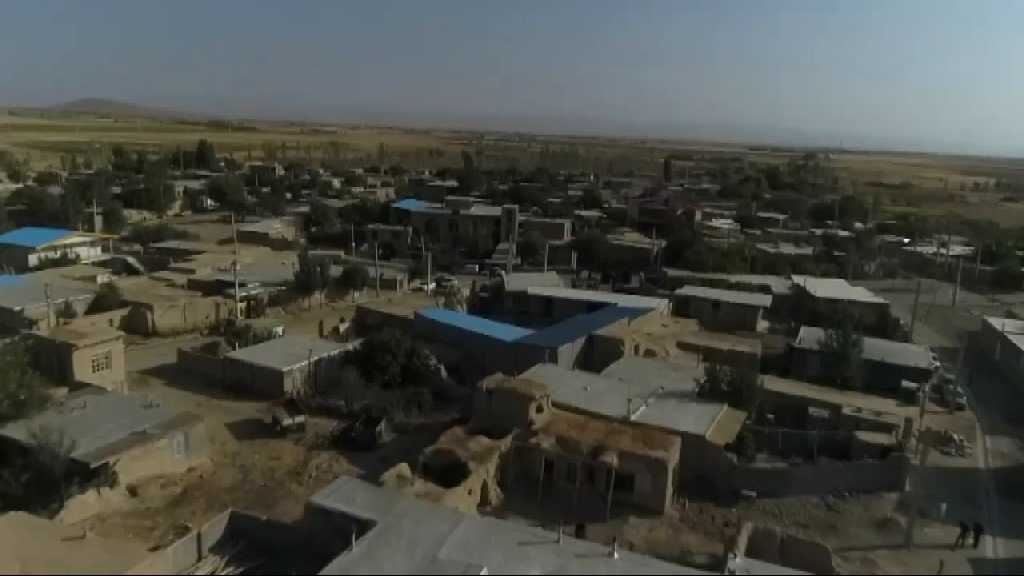
تصویری هوایی پاینده ـ مهرماه ۱۳۹۶